# Pitagowan

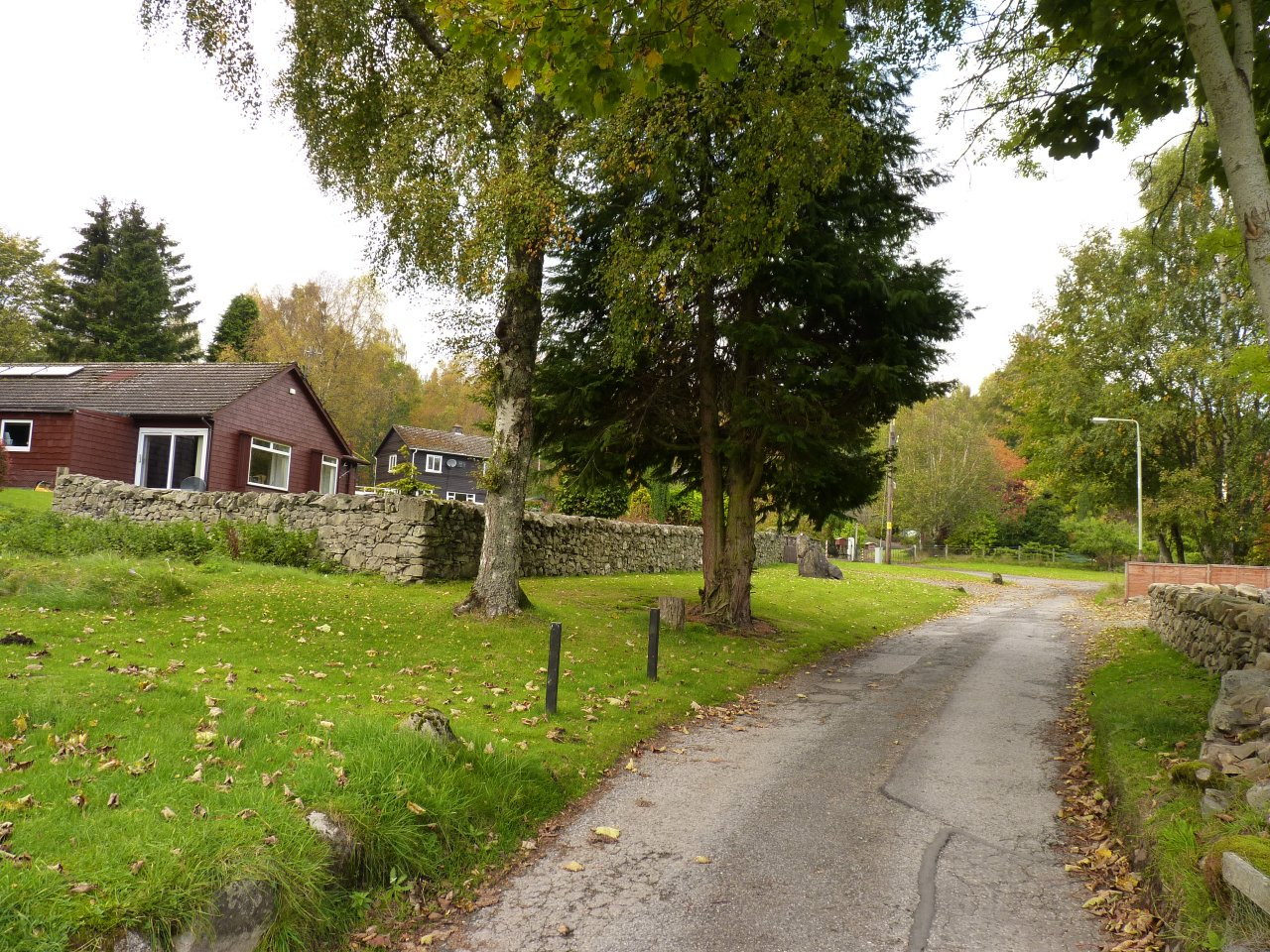
Zufahrt zum Ort

Pitagowan ist eine kleine Ortschaft, die im Norden von Schottland zwischen Inverness im Nordwesten und Perth im Südosten in der Region Perth and Kinross liegt. Im Rahmen der historischen Gliederung Schottlands in Civil Parishes zählt es zu Blair Atholl, das zu Perthshire gehörte.

## Geographie
Pitagowan liegt im Tal des Garry, etwas nördlich des linken Ufers und kurz vor der Mündung des Bruar Waters. Sie befindet sich im unmittelbar östlich angrenzenden Bruar. Landschaftlich weiter im Norden, jenseits einer Bahnlinie, beginnt ein Waldgebiet, dessen Zentrum die Falls of Bruar bilden. Der nächste Ort im Westen ist Calvine.

## Verkehr
Verkehrstechnisch zu erreichen ist Pitagowan über die A9, die südlich des Ortes verläuft. Von ihr zweigt in Bruar die in westlicher Richtung nach Kinloch Rannoch führende B 847 ab. Nach rund einem Kilometer führt nach Norden ein Weg, an dessen beiden Seiten sich die, rund ein Dutzend umfassenden, kleinen Häuser von Pitagowan locker aneinander reihen.
Im Norden begrenzt wird der Ort durch die Highland Main Line, deren nächste noch nutzbare Bahnhöfe im Osten in Blair Atholl und im Westen in Kingussie liegen.